# Securitas (beveiligingsbedrijf)

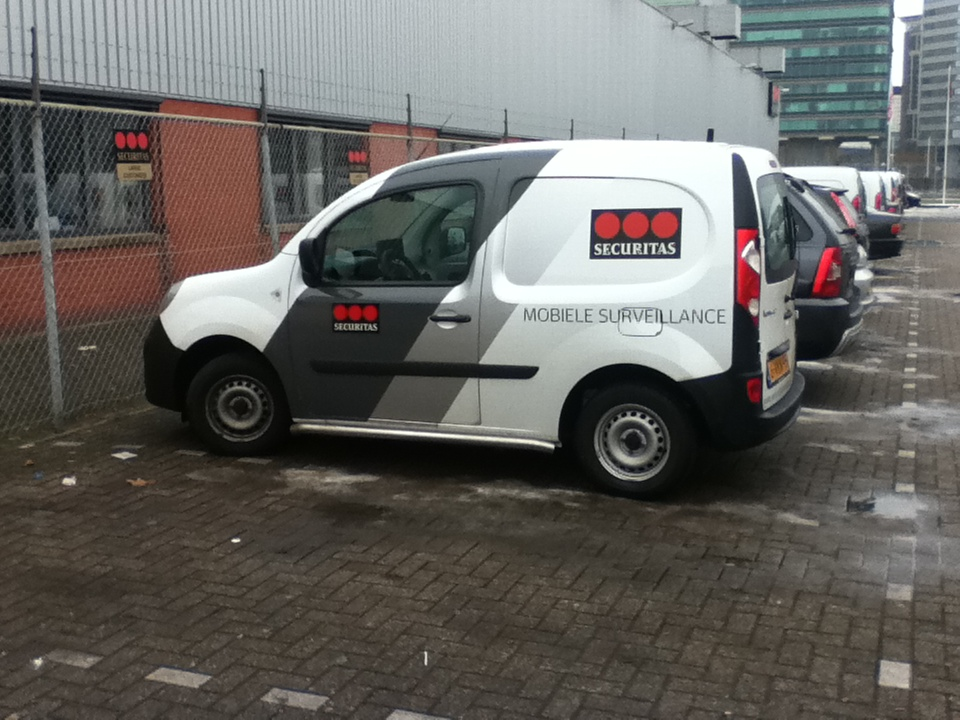
Auto van Securitas Nederland anno 2010

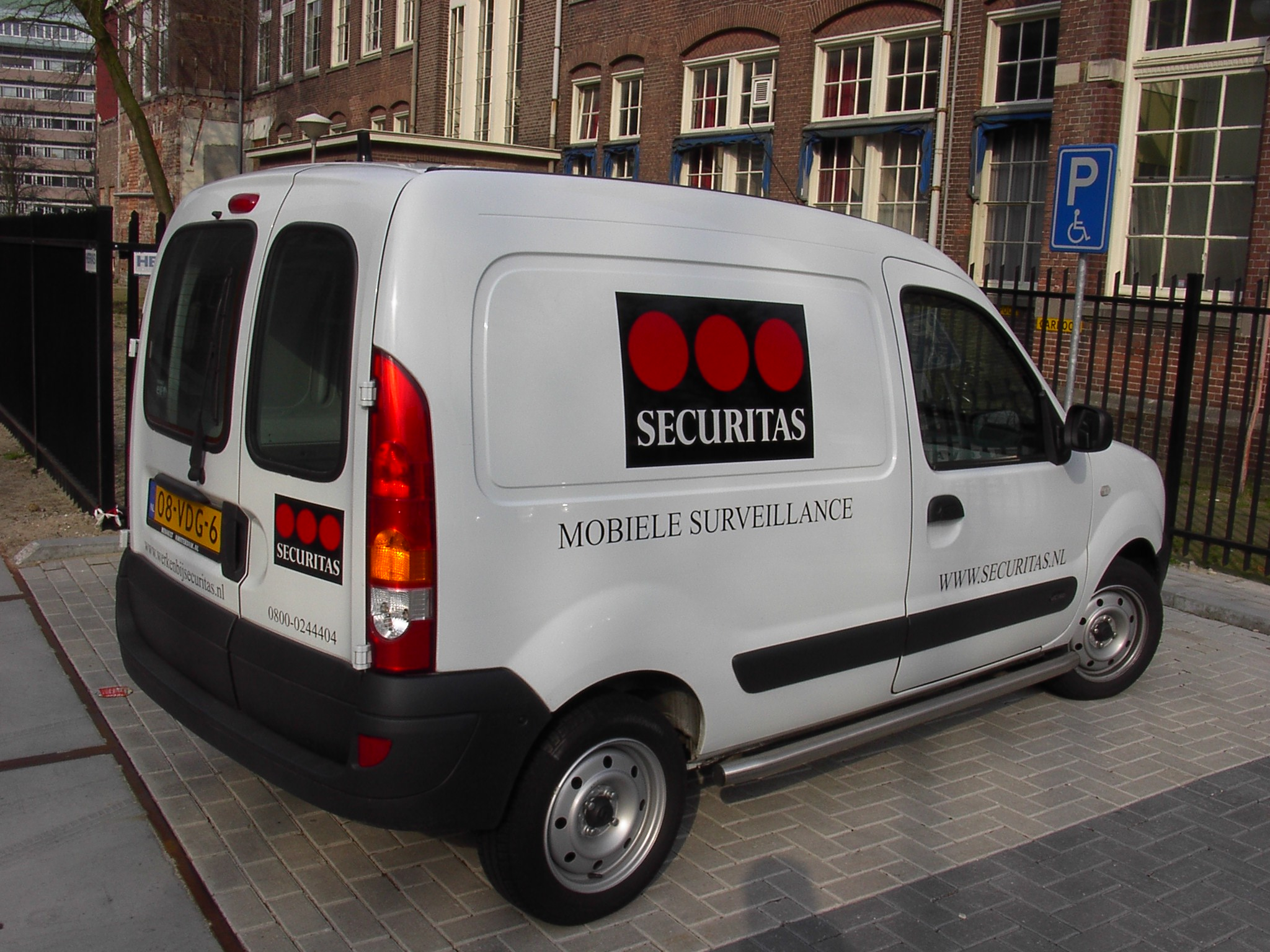
Auto van beveiligingsorganisatie Securitas

Securitas group is een multinationaal beveiligingsbedrijf uit Zweden. Het is een van de grootste op dat gebied ter wereld.
Securitas heeft in vijftig landen een vestiging met in totaal meer dan 350.000 medewerkers. In Zwitserland heet de organisatie Protectas AG, aangezien de naam Securitas AG door een concurrent in gebruik is. Ditzelfde geldt voor Denemarken: daar heet de organisatie Dansikring A/S, aangezien een van de concurrenten de naam Falck Securitas (onderdeel van G4S) draagt. Sinds de overname van twee beveiligingsbedrijven aan het begin van de 21e eeuw is de organisatie ook actief in Nederland. In België was dat al langer het geval.

## Geschiedenis
Het bedrijf wordt in 1934 opgericht door Erik Philip-Sörensen onder de naam Hälsingborgs Nattvakt op in Helsingborg, Zweden. Na de oorlog begint men met een divisie Securitas Alarm die beveiligingsinstallaties aan vooral bedrijven levert. De drie werkbedrijven die allen eigendom waren van Philip Sörensen worden in 1972 gefuseerd onder de naam Securitas en het logo met drie rode ballen wordt ingevoerd. In 1981 wordt het bedrijf verdeeld tussen de twee zonen van Erik Philip-Sörensen. Het internationaal opererende onderdeel groeit apart uit tot twee bedrijven, te weten 'Group 4 Securitas', nu G4S en het Zweedse onderdeel blijft 'Securitas' heten. In 1983 wordt de onderneming in Zweden verkocht aan Skrinet. en twee jaar later wordt  het investeringsbedrijf Investment AB Latou de nieuwe eigenaar van Securitas. Expansie volgt in 1989 door overnames van gelijkaardige ondernemingen in Noorwegen, Zweden en Portugal en in 1991 is het bedrijf beursgenoteerd op de Stockholm Stock Exchange. Tussen 1992 en 1999 worden diverse bedrijven in Europa overgenomen. Securitas wordt actief in de Verenigde Staten in 1999 na overname van Pinkerton en Burns. Hiermee wordt het bedrijf het grootste beveiligingsbedrijf in de Verenigde Staten. In de jaren 2000 vergroot het bedrijf zich door diverse overnames en krijgt de Nederlandse organisatie een nieuwe structuur met vijf divisies.

## Kartelvorming
De Belgische Mededingingsautoriteit (BMA) legde de bewakingsfirma's G4S en Seris in juli 47,1 miljoen euro boete op omdat ze zich jaren schuldig maakten aan kartelvorming in België. Securitas maakte ook deel uit van het kartel, maar ontsnapte als klokkenluider aan een boete. De RTBF zegt redenen te hebben om aan te nemen dat de omroep, die in de betrokken periode 16 miljoen euro betaalde aan Securitas voor bewakingsdiensten, schade leed door het kartel.

## Logo

Het nieuwe logo van Securitas

Het logo van Securitas bestaat uit drie rode bollen. Sinds 2021 is het gewijzigd, de letters van het logo hebben een andere stijl en de zwarte achtergrond is er niet meer. De drie rode bollen staan voor de kernwaarden van Securitas, namelijk: Integriteit, waakzaamheid en behulpzaamheid.